# Capparis formosana
Capparis formosana är en kaprisväxtart som beskrevs av William Botting Hemsley. Capparis formosana ingår i släktet Capparis och familjen kaprisväxter. Inga underarter finns listade i Catalogue of Life.